# تريبرغ
تريبرغ ايم شوارزوالد (بالألمانية: Triberg im Schwarzwald) هي مدينة وبلدة ألمانية تقع في ألمانيا في Schwarzwald-Baar-Kreis. يقدر عدد سكانها بـ 5,178 نسمة .

## المدن التوأمة
مدينة فريجوس هي مدينة توأمة لـتريبرغ ايم شوارزوالد.

## معرض صور

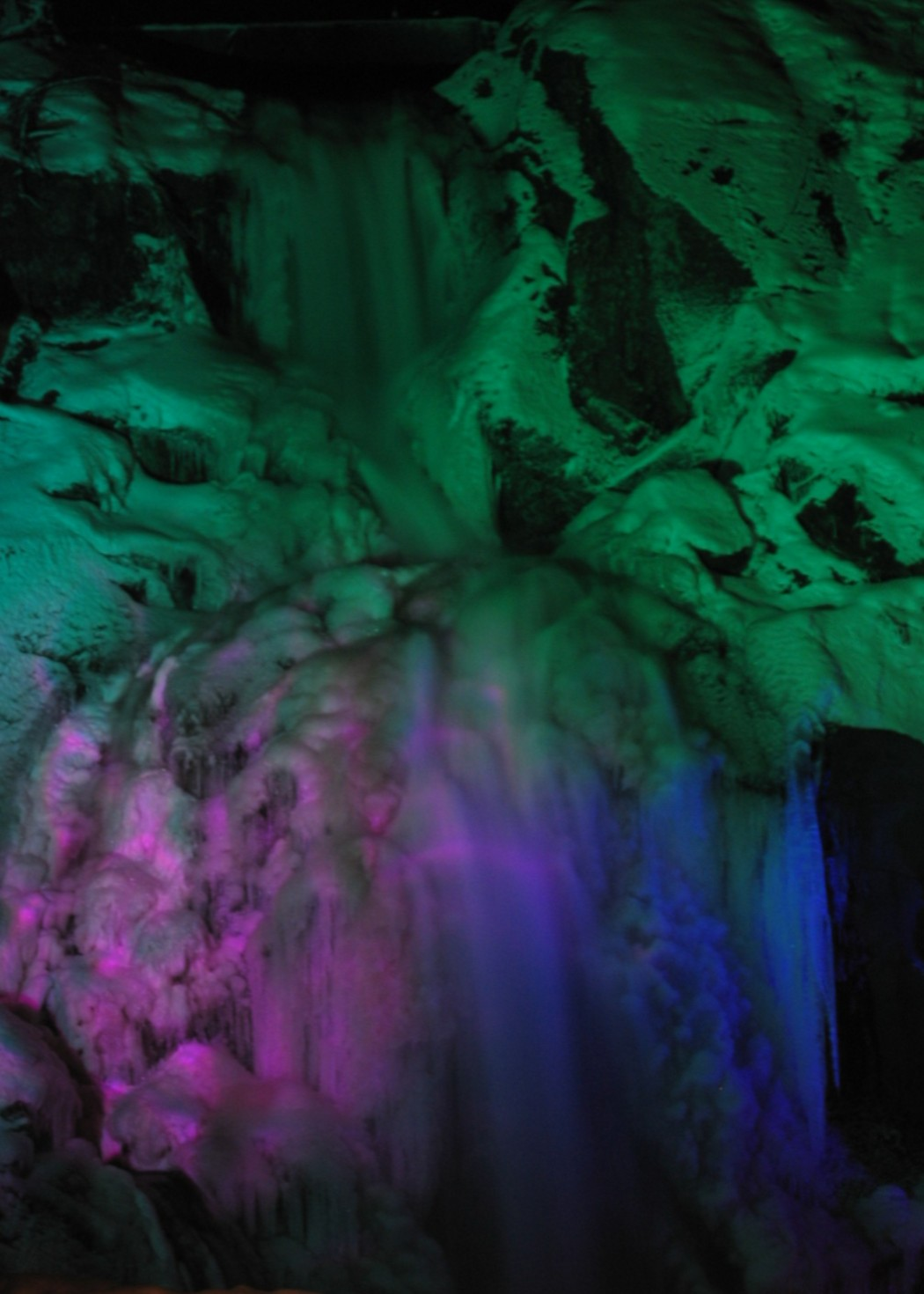
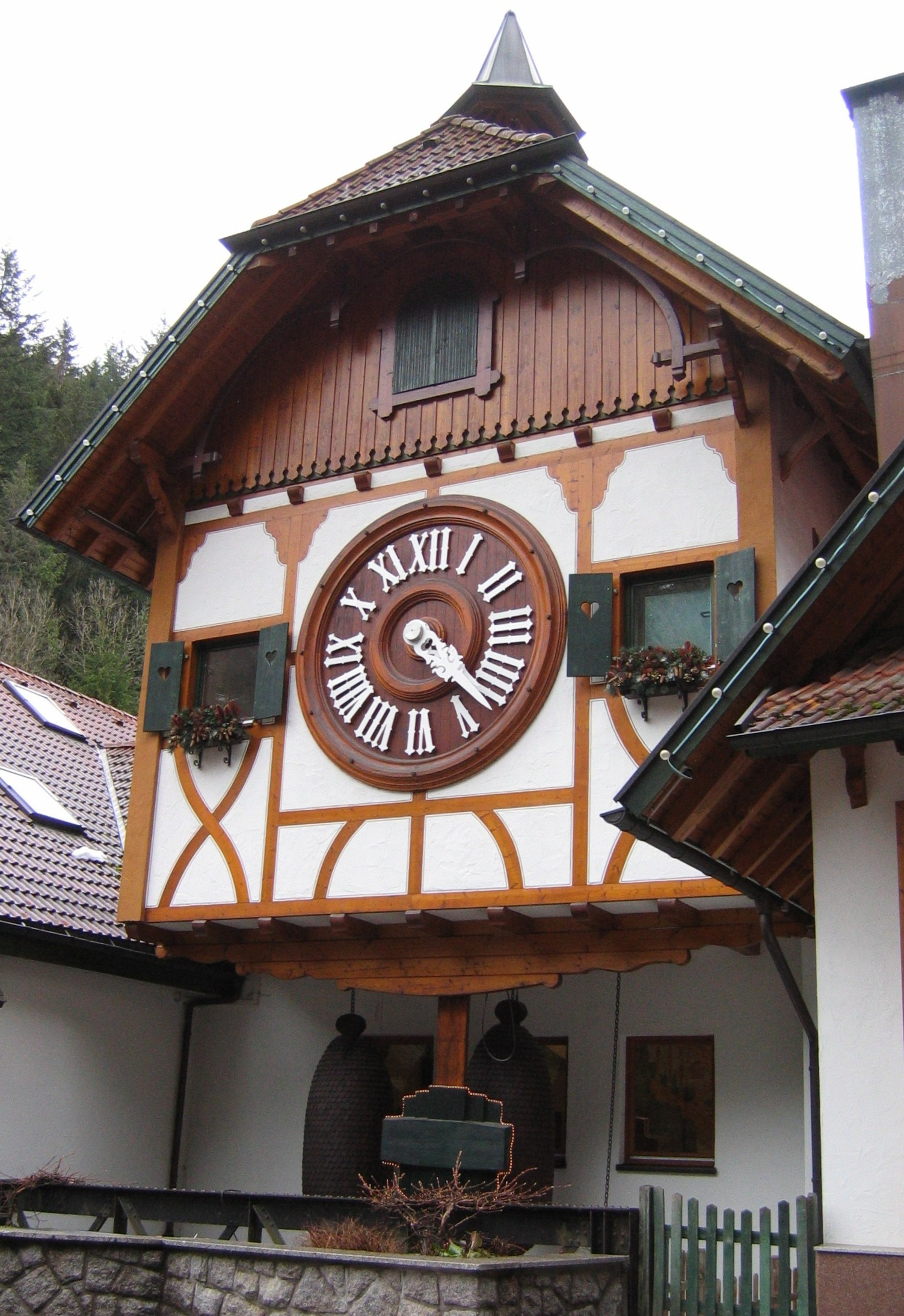
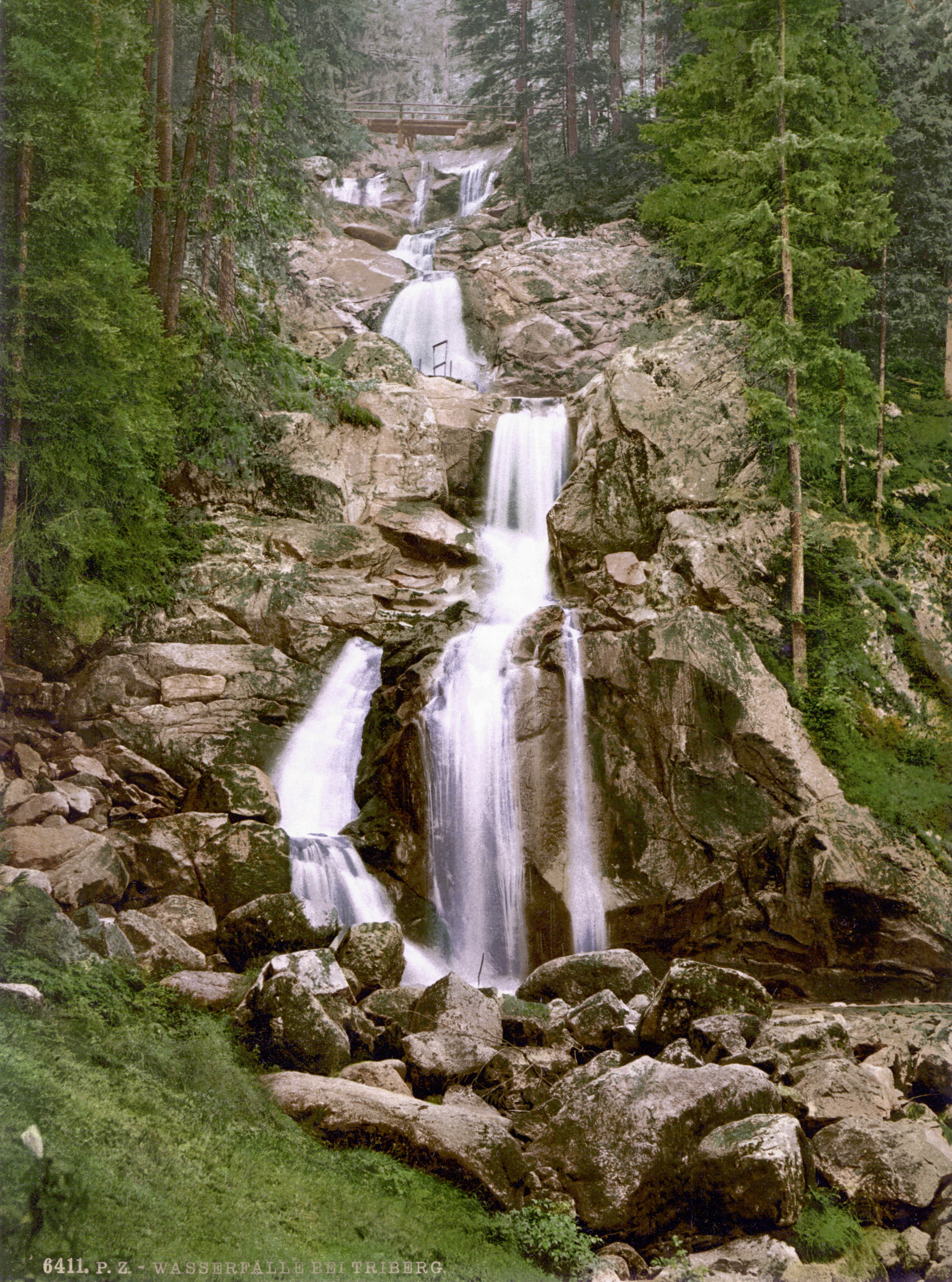

## أعلام
- هانس بيتر بول
- يفيم بغولوبوف